# يانغ سونغ جوك
يانغ سونغ جوك مواليد 19 أغسطس 1944 في كوريا، هو لاعب كرة قدم كوري شمالي كان يلعب في مركز الهجوم. مثّل منتخب كوريا الشمالية لكرة القدم. سبق له أن لعب في كأس العالم لكرة القدم مع منتخب بلاده في مونديال عام 1966م. كما شارك مع المنتخب في الألعاب الأولمبية الصيفية عام 1976م.

## روابط خارجية
- يانغ سونغ جوك على موقع الاتحاد الدولي (مؤرشف)  (الإنجليزية)
- يانغ سونغ جوك على موقع قاعدة بيانات كرة القدم.إي يو (الإنجليزية)
- يانغ سونغ جوك على موقع عالم كرة القدم.نت (الإنجليزية)
- يانغ سونغ جوك على موقع أوليمبيديا (الإنجليزية)